# Birth and the Burial
| Оценки критиков | Оценки критиков |
| Источник        | Оценка          |
| --------------- | --------------- |
| RockHard        | [ 2 ]           |
| Sputnikmusic    | [ 3 ]           |
| SkullsNBones    | [ 4 ]           |

Birth and the Burial — дебютный студийный альбом американской супергруппы Act of Defiance, выпущенный 21 августа 2015 года на Metal Blade Records. Стартовал под номером 24 в американском чарте Billboard 200.
Музыкальное видео на песню «Throwback» было выпущено 24 июня 2015 года, а 6 августа 2015 года было выпущено видео на песню «Legion of Lies»

## Список композиций
| №                   | Название                      | Текст песни             | Музыка              | Длительность |
| ------------------- | ----------------------------- | ----------------------- | ------------------- | ------------ |
| 1.                  | «Throwback»                   | Крис Бродерик           | Бродерик            | 5:32         |
| 2.                  | «Legion of Lies»              | Генри Дерек, Шон Дровер | Дровер              | 3:47         |
| 3.                  | «Thy Lord Belial»             | Дерек, Дровер           | Дровер              | 3:37         |
| 4.                  | «Refrain and Re-Fracture»     | Дерек                   | Бродерик            | 5:54         |
| 5.                  | «Dead Stare»                  | Бродерик                | Бродерик            | 4:31         |
| 6.                  | «Disastrophe (A New Reality)» | Дерек, Дровер           | Дровер              | 3:24         |
| 7.                  | «Poison Dream»                | Бродерик                | Бродерик            | 5:20         |
| 8.                  | «Obey the Fallen»             | Дерек                   | Дровер              | 4:52         |
| 9.                  | «Crimson Psalm»               | Дерек                   | Бродерик            | 5:08         |
| 10.                 | «Birth and the Burial»        | Дерек                   | Бродерик            | 5:07         |
| Общая длительность: | Общая длительность:           | Общая длительность:     | Общая длительность: | 47:12        |

## Участники записи
Act of Defiance
- Генри Дерек Боннер — вокал
- Крис Бродерик — гитара, бэк-вокал
- Мэтт Бачанд — бас-гитара
- Шон Дровер — ударные

Производство
- Трэвис Смит — обложка